# Jolán Kleiberová-Kontseková
Jolán Kleiberová-Kontseková, rozená Kontseková (29. srpna 1939 Budapešť – 20. července 2022 Budapešť), byla maďarská diskařka.
Na Letních olympijských hrách v Tokiu (1964) skončila na šestém místě v hodu diskem. Maďarsko reprezentovala také na Letních olympijských hrách v Mexico City (1968), kde získala bronzovou medaili v hodu diskem. V roce 1965 byla jmenována maďarskou sportovkyní roku poté, kdy ve stejném roce vyhrála Letní univerziádu, která se konala v jejím rodném městě.